# Альціон острівний
Альціо́н острівний (Todiramphus colonus) — вид сиворакшоподібних птахів родини рибалочкових (Alcedinidae). Ендемік Папуа Нової Гвінеї. Раніше вважався підвидом білошийого альціона.

## Поширення і екологія
Острівні альціони мешкають на островах архіпелагу Луїзіади. Вони живуть у вологих рівнинних тропічних лісах та на плантаціях.